# Коттен, Джозеф
Джозеф Чешир Коттен (англ. Joseph Cheshire Cotten, 15 мая 1905[…], Питерсберг, Виргиния — 6 февраля 1994[…], Лос-Анджелес, Калифорния) — американский актёр. Первого успеха добился на Бродвее в постановках «Смерть Дантона» и «Прекрасная Сабрина» в конце 1930-х годов, а уровня голливудской звезды достиг в начале 1940-х, после ролей в кинокартинах «Гражданин Кейн» (1941), «Тень сомнения» (1943) и «Письма о любви» (1945).

## Биография

### Юные годы
Джозеф Чешир Коттен родился в Питерсберге, штат Виргиния, 15 мая 1905 года. После окончания актёрской школы Хикман в Вашингтоне Коттен в течение некоторого времени работал рекламным агентом. Последующая работа в качестве театрального критика вдохновила его более активно заняться участием в театральных постановках и дебютировать в качестве актёра, первоначально в Виргинии, а затем и в Нью-Йорке.

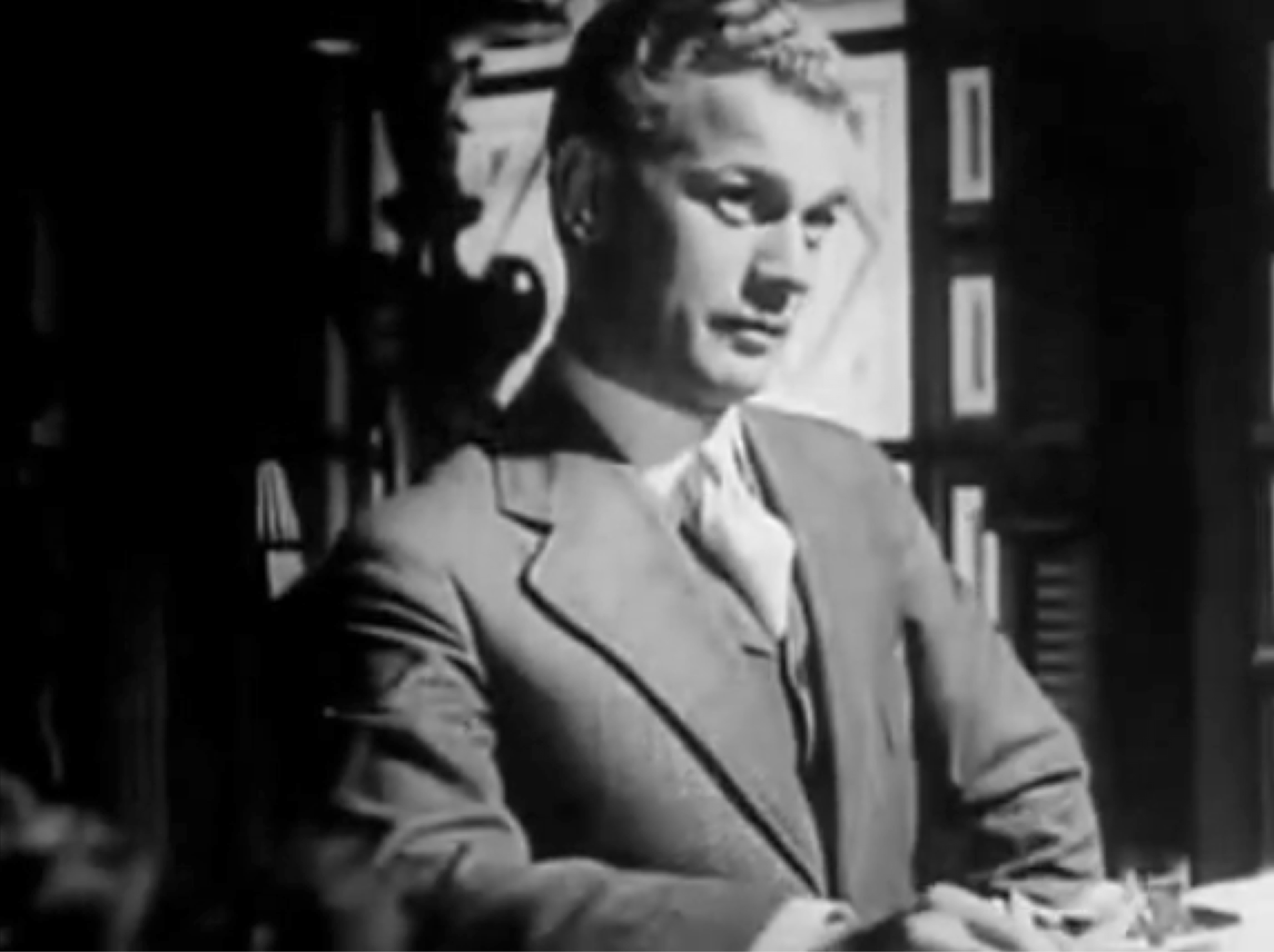
В фильме «Великолепные Эмберсоны» (1942)

### Сотрудничество с Орсоном Уэллсом
В 1930 году состоялся его дебют на Бродвее, где он познакомился с начинающим актёром и режиссёром Орсоном Уэллсом, который вскоре стал его близким другом. В 1937 году Коттен вступил в театральную компанию Уэллса, где появился на главных ролях в постановках «Праздник башмачника» и «Юлий Цезарь». Его сотрудничество с Уэллсом не ограничилось театром — в 1938 году Коттен успешно исполнил роль в его радиопостановке «Война миров». Участие в данном шоу помогло актёру привлечь внимание киностудии «RKO Pictures», с которой он в том же году заключил контракт.
В июле 1938 года Коттен дебютировал в кинематографе в комедии Орсона Уэллса «Слишком много Джонсона». Фильм не демонстрировался публично и до 2008 года считался утраченным. В 1939 году актёр вернулся на Бродвей, где появился в успешной постановке Филиппа Барри «Филадельфийская история». В 1940 году Орсон Уэллс начал съёмки своего культового фильма «Гражданин Кейн», в котором Джозеф Коттен получил роль Джедедайя Лиланда, ставшую одной из знаковых в его кинокарьере. Вопреки жёстким отзывам критиков в кинематографических кругах США, фильм стал одной из самых ярких драм 1940-х.
Несмотря на репутацию Орсона Уэллса, как человека с очень сложным характером, он и Джозеф Коттен на протяжении многих лет оставались хорошими друзьями. В 1942 году Коттен вновь снялся у Уэллса в драме «Великолепные Эмберсоны», а годом ранее они сотрудничали при написании сценария к триллеру «Путешествие в страх», в котором Джозеф Коттен также исполнил одну из главных ролей. Одной из последних крупных совместных работ Уэллса и Коттена стал культовый английский нуар «Третий человек» (1949).

### Карьера в Голливуде

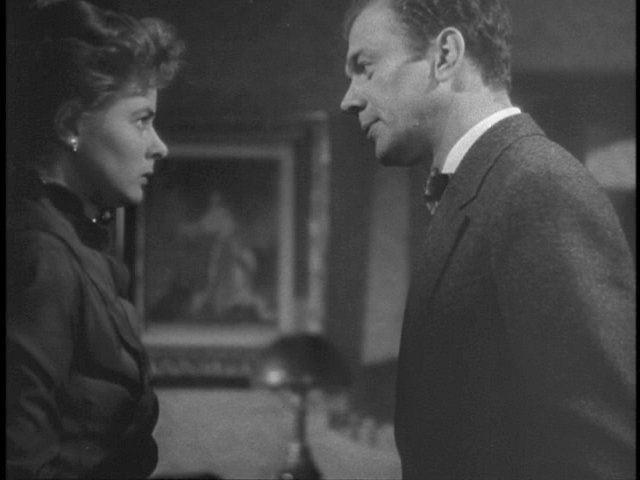
С Ингрид Бергман в «Газовом свете» (1944)

Кроме съёмок в фильмах Орсона Уэллса, Джозеф Коттен показал себя в Голливуде как довольно универсальный актёр, исполняя роли бандитов и преступников, например серийного убийцу Чарли в триллере Хичкока «Тень сомнения» (1943), а также положительных киногероев, как детектив Брайан Камерон в триллере Джорджа Кьюкора «Газовый свет» (1944). В середине 1940-х годов его коллегой по главным ролям часто выступала популярная актриса Дженнифер Джонс, вместе с которой Коттен снялся в четырёх кинокартинах — военно-семейной драме «С тех пор как вы ушли» (1944), романтической драме «Любовные письма» (1945), вестерне «Дуэль под солнцем» (1946) и фантастическом фильме «Портрет Дженни» (1948). В конце десятилетия актёр вновь снялся у Хичкока в триллере «Под знаком Козерога» (1949), в роли австралийского землевладельца с сомнительным прошлым.
С началом 1950-х годов Джозеф Коттен переместился на менее крупные роли, такие как Дэвид Лоуренс в картине «Сентябрьская афера» (1950) и Джордж Лумис в фильме-нуар «Ниагара» с Мэрилин Монро в главной роли. К середине десятилетия актёр перешёл с большого экрана на телевидение, где у него некоторое время было собственное шоу. В конце 1950-х Коттен вновь появился на большом экране в эпизодических ролях в фильмах «Печать зла», всё того же Орсона Уэллса, и широкомасштабной экранизации произведения Жюля Верна «С Земли на Луну» (оба в 1958 году).
В начале 1960 года от лейкемии умерла первая супруга Джозефа Коттена Ленор Кипп, с которой он был вместе с 1931 года. В том же году актёр вновь женился, на британской актрисе Патриссии Медине. В 1964 году, после почти десяти лет съёмок на вторых планах, Коттен появился в одной из главных ролей в триллере Роберта Олдрича «Тише, тише, милая Шарлотта» в компании Бетт Дейвис и Оливии де Хэвилленд. Оставшуюся часть десятилетия актёр продолжал сниматься в кино, в основном в фильмах категории B, а также на телевидении, где был частым гостем на «Шоу Эда Салливана».

### Последние роли

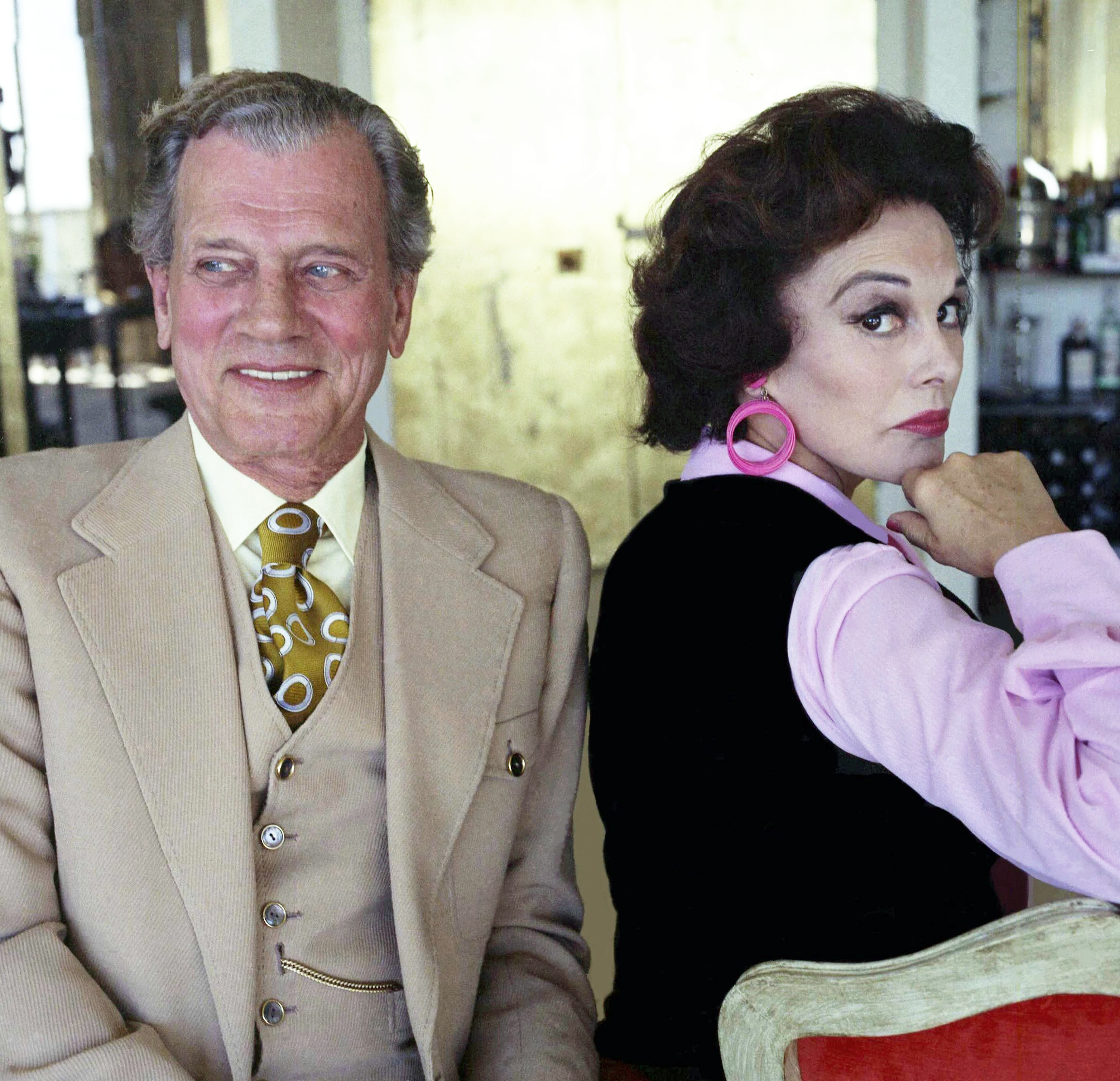
С супругой Патрисией Мединой в 1973 году

В 1970-х годах Джозеф Коттен окончательно перешёл на роли второстепенные, появившись при этом в фильмах «Тора! Тора! Тора!» (1970), «Ужасный доктор Файбс» (1971), «Зелёный сойлент» (1973), а также фильме-катастрофе «Аэропорт ’77» (1977), собравшем в своём составе целую плеяду голливудских звёзд, таких как Джек Леммон, Джеймс Стюарт, Кристофер Ли и Оливия де Хэвилленд. Последней заметной его ролью стал Преподобный в вестерне «Врата рая» (1980), который был отрицательно воспринят публикой и критикой, и снят с проката через неделю, но, несмотря на это удостоился ряда престижных премий, среди которых номинации на «Оскар» и Золотую пальмовую ветвь Каннского кинофестиваля.
В 1981 году 75-летний актёр завершил актёрскую карьеру, и уединился со своей женой Патрисией Мединой в своём доме в городке Вествуде в штате Калифорния. В 1987 году была опубликована автобиография актёра, которая тут же стала бестселлером. Джозеф Коттен умер 6 февраля 1994 года от пневмонии, ставшей осложнением рака гортани, в возрасте 88 лет. Детей у него не было, осталась только падчерица от второго брака. Актёр был похоронен на Блэндсфордовском кладбище в Питерсберге, штат Виргиния.
«Орсон Уэллс считает своим лучшим фильмом «Гражданин Кейн», Альфред Хичкок — картину «Тень сомнения», сэр Кэрол Рид — ленту «Третий человек». И во всех этих фильмах снимался я!»

### Признание
Несмотря на огромный объём его актёрской работы, и участие во многих кинокартинах, признанных классикой, Джозеф Коттен ни разу не номинировался на «Оскар» или другие престижные кинематографические премии. Единственной его наградой за долгую карьеру стал Кубок Вольпи, который актёр получил на Венецианском кинофестивале в 1949 году, за роль в фильме «Портрет Дженни». Помимо этого Коттен является обладателем звезды на Голливудской аллее славы.
В 2008 году на экраны вышла драма «Я и Орсон Уэллс», в которой роль Джозефа Коттена исполнил канадский актёр Джеймс Таппер.

## Избранная фильмография
| Год  |   | Русское название                            | Оригинальное название                           | Роль                    |
| ---- | - | ------------------------------------------- | ----------------------------------------------- | ----------------------- |
| 1938 | ф | Слишком много Джонсона                      | Too Much Johnson                                | Огастус Биллингс        |
| 1941 | ф | Гражданин Кейн                              | Citizen Kane                                    | Джедедайя «Джед» Лиланд |
| 1942 | ф | Великолепные Эмберсоны                      | The Magnificent Ambersons                       | Юджин                   |
| 1943 | ф | Тень сомнения                               | Shadow of a Doubt                               | Чарльз Окли             |
| 1943 | ф | Путешествие в страх                         | Journey Into Fear                               | Говард Грэм             |
| 1944 | ф | Газовый свет                                | Gaslight                                        | Брайан Камерон          |
| 1944 | ф | С тех пор как вы ушли                       | Since You Went Away                             | лейтенант Тони Уиллетт  |
| 1946 | ф | Дуэль под солнцем                           | Duel in the Sun                                 | Джесси Маккенлес        |
| 1949 | ф | За лесом                                    | Beyond the Forest                               | доктор Луис Молин       |
| 1949 | ф | Под знаком Козерога                         | Under Capricorn                                 | Самсон Фласки           |
| 1949 | ф | Третий человек                              | The Third Man                                   | Холли Мартинс           |
| 1950 | ф | Иди тихо, незнакомец                        | Walk Softly, Stranger                           | Крис Хейл               |
| 1952 | ф | Отелло                                      | Othello                                         | сенатор (нет в титрах)  |
| 1952 | ф | Стальная ловушка                            | The Steel Trap                                  | Джеймс Осборн           |
| 1953 | ф | Ниагара                                     | Niagara                                         | Джордж Лумис            |
| 1953 | ф | Проект убийства                             | A Blueprint for Murder                          | Уитни Кэмерон           |
| 1955 | с | Альфред Хичкок представляет (эпизод «Срыв») | Alfred Hitchcock Presents (episode "Breakdown") | Уильям Колью            |
| 1956 | ф | Убийца на свободе                           | The Killer Is Loose                             | Сэм Вагнер              |
| 1958 | ф | Печать зла                                  | Touch of Evil                                   | детектив                |
| 1958 | ф | С Земли на Луну                             | From the Earth to the Moon                      | Виктор Барбикейн        |
| 1960 | ф | Ангел в красном                             | The Angel Wore Red                              | Готорн                  |
| 1964 | ф | Тише, тише, милая Шарлотта                  | Hush… Hush, Sweet Charlotte                     | доктор Дрю Бейлисс      |
| 1970 | ф | Тора! Тора! Тора!                           | Tora! Tora! Tora!                               | Генри Л. Стимсон        |
| 1971 | ф | Ужасный доктор Файбс                        | The Abominable Dr. Phibes                       | доктор Весалиус         |
| 1971 | ф | Город на дне моря                           | City Beneath the Sea                            | доктор Циглер           |
| 1973 | ф | Зелёный сойлент                             | Soylent Green                                   | Уильям Р. Саймонсон     |
| 1977 | ф | Аэропорт 77                                 | Airport '77                                     | Николас Сент-Даунс III  |
| 1979 | ф | Остров чудовищ                              | L'isola degli uomini pesce                      | профессор Эрнест Мартин |
| 1979 | ф | Спасите «Конкорд»!                          | Affare Concorde                                 | Милленд                 |
| 1980 | ф | Врата рая                                   | Heaven's Gate                                   | Преподобный             |